# Accidente del Gulfstream IV de Helidosa
El accidente del Gulfstream IV de Helidosa fue un desastre aéreo ocurrido con vuelo ejecutivo operado por la compañía dominicana Helidosa Aviation Group. El miércoles 15 de diciembre de 2021 el avión que operaba el vuelo entre el Aeropuerto Internacional Joaquín Balaguer, Santo Domingo, República Dominicana y el Aeropuerto Internacional de Orlando, Florida, Estados Unidos, se estrelló 16 minutos después de despegar en los alrededores del Aeropuerto Internacional Las Américas, la terminal aérea más grande e importante de República Dominicana. A bordo se encontraban 9 personas (3 tripulantes y 6 pasajeros), entre ellos el productor musical puertorriqueño, José Ángel Hernández, conocido como «Flow La Movie». No se encontraron sobrevivientes en el accidente.

## Aeronave

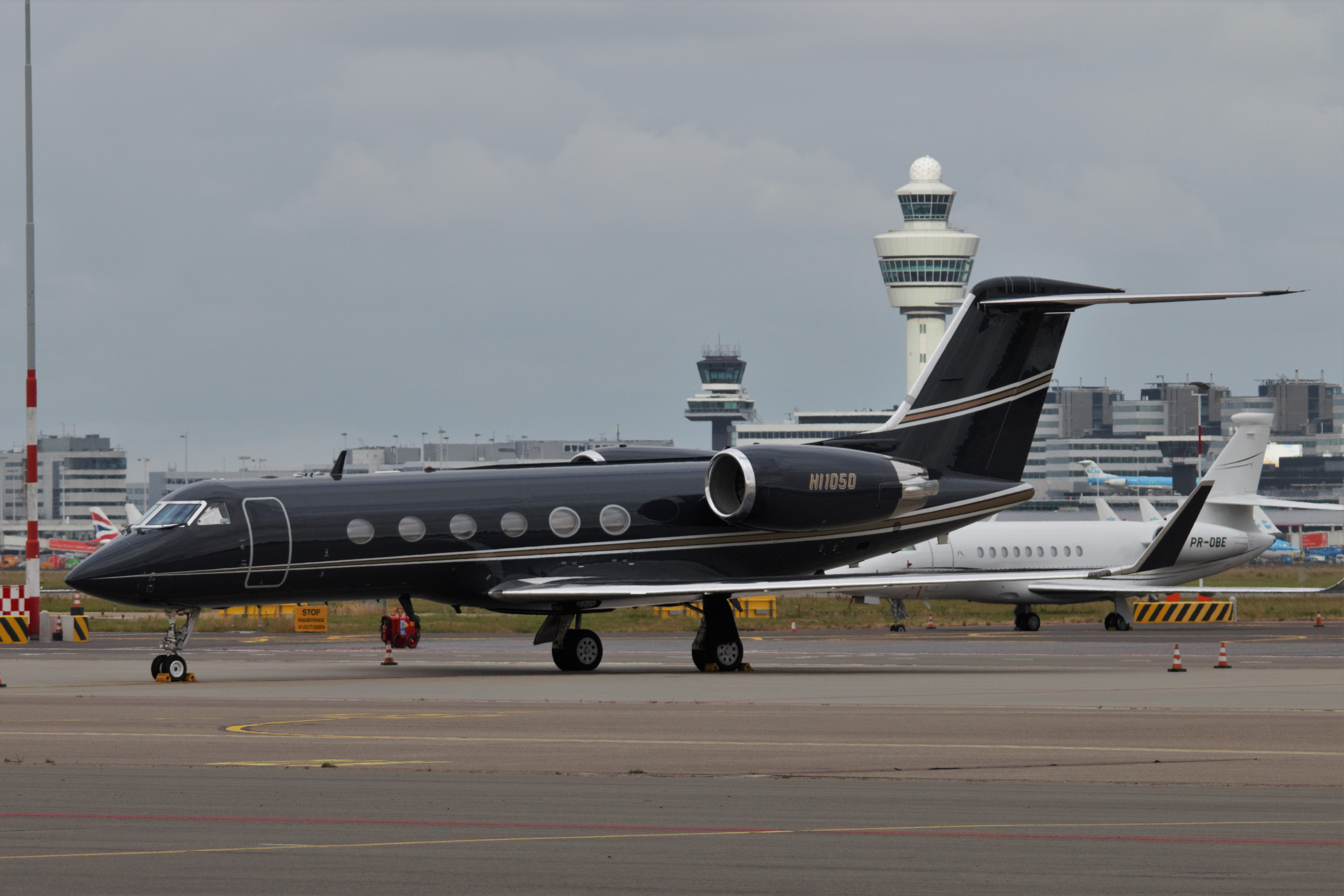
HI1050, el avión accidentado, fotografiado en julio de 2019.

El aparato implicado era un Gulfstream G-IVSP construido en 2002 y tenía como número de serie 1482. Estaba matriculado como HI1050 y propiedad de la aerolínea chárter Helidosa Aviation Group. Este avión tiene capacidad para entre 14 y 19 pasajeros.

## Sucesos
Según los datos proporcionados por Flightradar24, el avión despegó a las 17:08 hora local (21:08 UTC) del Aeropuerto Internacional Joaquín Balaguer, el segundo aeropuerto de Santo Domingo, ubicado en el norte de la ciudad. Tenía destino el Aeropuerto Internacional de Orlando, Florida, Estados Unidos. 
Mientras realizaba el ascenso y la aeronave giraba a la izquierda, de acuerdo con algunos informe preliminares, el piloto declaró un problema el cual no especificó, por lo que debido a esto, pidió un desvío al Aeropuerto Internacional Las Américas para efectuar un aterrizaje de emergencia. En el momento que llegó a los 1600 pies, el avión hizo un círculo completo. La altitud máxima a la que el avión llegó fue a los 1825 pies. Siguió planeando sobre al mar a unos kilómetros de la costa de la ciudad dirigiéndose al aeropuerto y volvió a ascender hasta los 1825 pies. Después empezó a descender para realizar el aterrizaje tratando de alinearse con la pista 35 arribando por la izquierda. Unos minutos más tarde, el vuelo chocó contra el terreno en la pista del aeropuerto y se incendió, quedando calcinados los restos y matando instantáneamente a las nueve personas a bordo.
El accidente ocasionó el cierre del aeropuerto de Las Américas durante algo más de dos horas, lo que obligó a cancelar un vuelo, desviar nueve vuelos de pasajeros y uno de carga y ocasionó retrasos en el despegue de otros nueve vuelos, según informaciones varios medios.

## Víctimas
Las nueve personas que iban en la aeronave perecieron en el choque, lo más probable debido al impacto contra el suelo y el incendio posterior a ello. Los 6 pasajeros eran de nacionalidad estadounidense, mientras que en la tripulación, el capitán era venezolano y el primer oficial y la asistente de vuelo eran dominicanos. Había dos niños.
Como se dijo en principio, el productor musical puertorriqueño, José Ángel Hernández, conocido como "Flow La Movie", era uno de los que iban a bordo. Con él estaban su esposa y 2 de sus 3 hijos.
Hay que recordar que José Ángel Hernández de 36 años, fue el productor musical de varios éxitos del género urbano como ‘Te Boté’ de Bad Bunny, que estuvo en el número uno de la música latina durante 14 semanas seguidas en  2018.
La asistente de vuelo Verónica Estrella, era sobrina del presidente del Senado de la República Dominicana Eduardo Estrella, y era su primer vuelo como azafata; el día anterior había renunciado a su trabajo en el Ministerio de Medio Ambiente.
Los nombres de los fallecidos son:
Tripulación:
- El capitán, Luis Alberto Eljuri de 47 años
- El copiloto, Víctor Emilio Herrera de 26 años
- La asistente de vuelo, Verónica Estrella de 26 años

Pasajeros
- Debbie Von Marie Jiménez García de 31 años

- José Ángel Hernández de 36 años
- Kellyan Hernández Pena de 21 años
- Jayden Hernández de 4 años
- Yeilianys Jeishlimar Meléndez Jiménez de 18 años
- Jassiel Yabdiel Silva de 13 años[11]

## Reacciones
Algunas celebridades lamentaron el hecho en sus redes sociales. Algunos como J Balvin dijeron: "José Ángel, gracias por tu vibra en alta siempre!! Descansa en paz". Bryant Mayers relató: "Ta cabrón lo delicada que es la vida, que triste noticia del broder @flowlamovie y su familia". Otros como Natti Natasha, Bad Bunny, Nio García y Casper Mágico expresaron sus condolencias al respecto.
La compañía aérea, por su parte, emitió un comunicado diciendo:

Para Helidosa, este accidente nos causa gran dolor y pesar. Y pedimos acompañar con prudencia y solidaridad  apoyar las familias afectadas que junto a nosotros pasan por este momento tan difícil [...] Pedimos al Dios Todopoderoso que le brinde las fuerzas necesarias a los familiares de los pasajeros y tripulantes que abordaban la aeronave accidentada y que acoja en su santo reino a los fallecidos, paz para sus almas.

## Investigación
La JAC informó que la investigación procede conforme a lo que establece la Ley 491-06 de Aviación Civil de la República Dominicana.

### Hallazgos y hechos preliminares
Un poco más de un mes después del accidente, la Junta de Aviación Civil de República Dominicana dio a conocer el informe preliminar de lo ocurrido diciendo que el problema de los hechos apuntan a una falla de spoiler.
La aeronave accidentada llegó al Aeropuerto Joaquín Balaguer a las 12:35 hora local del día del accidente tras un vuelo procedente de San Juan, Puerto Rico. Posteriormente, la aeronave fue remolcada al hangar de Helidosa para su mantenimiento. La empresa trabajó durante tres horas para reemplazar los actuadores del spoiler de tierra en el ala derecha.
Luego, la aeronave fue remolcada de regreso a la plataforma para un vuelo a Orlando, Florida, EE. UU. Según las imágenes de CCTV, la tripulación de vuelo realizó una verificación de control de vuelo. Los spoilers de ambas alas se extendieron, pero solo los del ala izquierda se retrajeron nuevamente. Luego se vio a la aeronave rodando para despegar con los tres spoilers en el ala derecha aún extendidos.
Después del despegue, los problemas de control de vuelo se desarrollaron inmediatamente. La tripulación de vuelo declaró una emergencia y solicitó vectores de regreso al aeropuerto. Conforme avanzaba la situación, decidieron desviarse al Aeropuerto Internacional Las Américas, donde fueron autorizados a aterrizar por la pista 35. En la aproximación final la aeronave chocó contra árboles y luego contra el terreno a unos 200 metros a la derecha de la pista. La duración total del vuelo fue de unos 16 minutos.